# حجية (إسلام)
الحجية لغة: الدليل والبرهان
واصطلاحا: ما دل به على صحة الدعوى.
والحجية مصدر صناعي. والحجية في القرآن والسنة كون كل منهما يدل على صحة وحقية ما يرشد إليه.

## حجية القرآن
القرآن الكريم حجة؛ لأنه قد ثبت تواتره، وهذا يوجب القطع بصدوره وثبتت نسبته إلى الله عز وجل.
ويكفى حجة على ذلك ثبوت اعتباره بأسلوبه ومضامينه، وتحديه لبلغاء عصره؛ وعلى هذا فحجية القرآن ثابتة على جميع البشر، وإضافة إلى هذا يستأنس المسلمون لحجيته بتأكيد الله على عجز الإنس والجن عن الإتيان بمثله وتأكيد حقيقته، والأمر باتباعه في مثل قول القرآن: ﴿قل لئن اجتمعت الإنس والجن على أن يأتوا بمثل هذا القرآن لا يأتون بمثله ولو كان بعضهم لبعض ظهيرا﴾الإسراء:88.
كذلك يستأنسون بمثل قول النبى ﷺ (إن هذا القرآن طرفه بيد الله وطرفه بأيديكم فتمسكوا به فإنكم لن تضلوا ولن تهلكوا بعده أبدا)(3).

## حجية السنة
وحجية السنة النبوية ثابتة بعدة أدلة منها ثبوت حجيتها بنص القرآن والأمر بطاعة الرسول ﷺ والتأسى
به. في مثل قول الله تعالى في القرآن: ﴿وما أتاكم الرسول فخذوه وما نهاكم عنه فانتهوا﴾ سورة الحشر آية: 7.
وهكذا استدل المسلمون في جميع العصور على الأحكام الشرعية، ولم يختلفوا في وجوب العمل بما أفاد قطعا أو ظنا راجحا من سنة النبى ﷺ المروية على درجة من القبول، ويستندون لقوله ﷺ : «من رغب عن سنتى فليس منى» (4).
كذلك قوله: «ألا إنى أوتيت الكتاب ومثله معه، ألا يوشك رجل شبعان على أريكته يقول: عليكم بهذا القرآن، فما وجدتم فيه من حلال فاحلوه، وما وجدتم فيه من حرام فحرموه، وأن ما حرم رسول الله كما حرم الله...» (5).
وقال الرسول صلى الله علية وسلم: «فعليكم بسنتي وسنة الخلفاء المهديين الراشدين، تمسكوا بها وعضوا عليها بالنوجذ».

## الهامش
1- المعجم الوسيط مادة (حجج).
2- التعريفات للجرجانى ص36.
3- إسناده جيد، وقال الهيثمى: رجاله رجال الصحيح، وأخرجه الطبرنى في صحيحه انظر موارد
الظمآن للهيثمى بتحقيق محمد عبد الرازق 1 /69. انظر صحيح ابن حبان لترتيب ابن بلبان 1 /330،
وابن أبي شيبة 10 /481.
4- انظر صحيح البخاري في أول كتاب النكاح، وصحيح مسلم الحديت الخامس في كتاب النكاح.
5- أخرجه أبو داود في كتاب السنة باب في لزوم السنة وسكت عنه فهو حديث صالح.